# Cantone di Sarreguemines-Campagne
Il Cantone di Sarreguemines-Campagne era una divisione amministrativa dell'arrondissement di Sarreguemines.
È stato soppresso a seguito della riforma complessiva dei cantoni del 2014, che è entrata in vigore con le elezioni dipartimentali del 2015.
Comprendeva i comuni di:
- Bliesbruck
- Blies-Ébersing
- Blies-Guersviller
- Frauenberg
- Grosbliederstroff
- Grundviller
- Guebenhouse
- Hambach
- Hundling
- Ippling
- Lixing-lès-Rouhling
- Loupershouse
- Neufgrange
- Rémelfing
- Rouhling
- Sarreinsming
- Wiesviller
- Wittring
- Wœlfling-lès-Sarreguemines
- Woustviller
- Zetting